# Лудин (мост)
Мост Лудин (кит. 泸定桥) — железный, висячий на цепях мост в уезде Джагсамка Гардзе-Тибетского автономного округа китайской провинции Сычуань.
Мост Лудин соединяет берега реки Даду. Был построен в 1706 году. Длина моста составляет 100 метров, ширина — 2,8 метра. Высота полотна над рекой — 14 метров.
Мост составлен из 13 железных цепей, каждая из которых весит 2,5 тонны и закреплена на гигантских каменных столбах по обе стороны реки. 9 цепей протянуты параллельно от берега к берегу и покрыты деревянным настилом. По 2 цепи с каждой стороны моста служат ограждением и поручнями.
28-29 мая 1935 года, во время Великого похода, у моста Лудин произошло крупное сражение между китайской Красной Армией и силами националистов, в котором победителем оказалась Красная Армия.
Мост Лудин, начиная с 1961 года, входит в список Охраняемых Памятников КНР.